# Iván T. Berend
Pour les articles homonymes, voir Berend.
Iván Tibor Berend, mieux connu sous le nom de Iván T. Berend, né le 11 décembre 1930 à Budapest, est un historien d’origine hongroise, spécialisé dans l’histoire économique, sociale et culturelle du XIXe et du XXe siècle. Il est actuellement professeur à l’université de Californie à Los Angeles aux États-Unis, où il enseigne l’histoire contemporaine de l’économie européenne, ainsi que l’histoire complexe de l’Europe centrale et de l’Europe de l’Est. 

## Enfance et jeunesse
Berend est né le 11 décembre 1930 à Budapest en Hongrie. Son enfance est marquée par la période de la Grande Dépression et par la période d’avant-guerre de la seconde Guerre Mondiale. Sa famille est de confession juive. Il est le cadet de deux fils, son Ervin, étant son ainé de quatre ans.  Le père de Berend est issu d’une famille pauvre, il a d’abord travaillé comme ébéniste avant de s’établir comme enseignant par ses propres efforts.  À sa naissance, son père tient un magasin de peinture et de produits chimiques, dont il est le propriétaire.  La mère de Berend est issue d’une famille de concierges. Le père de sa mère, tout comme celui de son père, est décédé assez jeune. Dans sa jeunesse elle a travaillé comme secrétaire. À la naissance de Berend, elle travaille dans le magasin du père avant que celui-ci ne soit fermé par la loi anti-juive de 1939.  Les parents de Berend, bien qu’ils soient issus de la classe ouvrière, sont des personnes cultivés et instruites. Durant son enfance, il a légèrement souffert de la réussite de son frère aîné et des attentes de son père. 
Berend commence l’école à l’âge de sept ans.  Il ne lui porte pas un grand intérêt et préfère s’amuser plutôt que de réviser.  Cependant il aime lire des histoires de détectives et de cowboy, ainsi que des histoires sur les Indiens d’Amérique, des récits de Karl May et des histoires romantiques.  Berend se qualifie lui-même comme un « mauvais garçon » durant son enfance.  Il vivait avec trois générations de sa famille dans un même appartement à Budapest.  L’immeuble dans lequel ils vivaient était avant habité par des personnes de confession juive. Il n’habitait que trois familles non-juives dans l’immeuble de Berend.  En 1944, quand la Hongrie se trouve déjà sous le régime nazi, les juifs sont isolés du reste de la population hongroise. Au moment de la création du ghetto pour juifs à Budapest, Berend se trouve en prison à Veszprém puis à Komárom, dans l’Ouest de la Hongrie.  Durant toute son enfance, Berend a vécu à Budapest dans la rue Akácfa. Les seules fois où il a quitté Budapest, c’était pour se rendre à Pestszentlörinc, dans les faubourgs de Budapest pour y passer ses vacances d’été.  L’enfance de Berend se termine au 31 octobre 1944.  L’année 1944 a beaucoup marqué Berend, car c’est l’année durant laquelle son frère a été envoyé au front et où il est décédé à l’âge de 17 ans.  Le 31 octobre 1944, Berend est emmené par un de ses amis, qui a rejoint les nazis hongrois, et par des soldats allemands. Les personnes déportées ce jour-là sont amenées à Lepsény, une petite ville près de lac Balaton pour y construire un bâtiment de stockage pour les allemands. Par la suite, Berend est emprisonné à Veszprém puis à Komárom. Au moment où les troupes russes se sont rapprochées de Komárom, les prisonniers sont déportés au camp de concentration de Dachau, en décembre 1944. Berend est retenu à Dachau d’hiver 1944 au printemps 1945. Il ne considère pas cette période comme horrifiante, bien qu’il en retienne des souvenirs horribles. Son expérience de Dachau l’a rendu optimiste face à la vie et lui a permis de mieux comprendre les difficultés humaines.

## L’après-guerre
À la fin de la Seconde Guerre mondiale et après que Berend ait survécu à Dachau, il retourne à Budapest en août 1945. Il reprend ses cours au collège et s’investit dans le sport. C’est durant ses années de collège qu’il développe un intérêt pour la culture. Il commence à s’intéresser à des écrits sociographiques rédigés par des populistes et dans la haine envers toute forme de nationalisme, Berend ressent l’internationalisme comme absent de toute discrimination et haine. Il a de l’admiration pour le communisme et l’Union soviétique. À l’âge de seize ans, Berend rejoint le Parti communiste. Le communisme devient pour Berend un moyen d’oublier son origine juive. Il aspire à un mode de vie non religieux.  Dans l’après-guerre, la famille de Berend vit dans la pauvreté. Berend se marie en 1953. 

## Formation
Berend étudie à l’université d’économie à Budapest ainsi qu’à l’université de Eötvös Lóránd entre 1949 et 1953. En 1957 il défend sa thèse doctorale en économie et devient professeur en 1958 et docteur en histoire en 1962 à l’académie des sciences de Hongrie.  Berend était un élève assez faible à l’école primaire et il a été rejeté au lycée juif en 1941. Son frère Ervin était élève à ce lycée et c’est grâce à lui et à ses bonnes notes que la mère de Berend a réussi à le faire accepter au lycée. Berend a été un mauvais élève jusqu’à la fin de la guerre.  C’est au lycée juif que son professeur de littérature Miklós Szabolcsi lui a transmis l’amour pour la littérature. Le professeur à l’avoir le plus influencé a été son professeur d’histoire, Zsigmond Pál Pach.  L’histoire lui a permis de comprendre le monde et de se donner aux études.  À l’âge de 16 ans, Berend participe à la compétition annuelle d’histoire des lycées nationaux dont il a gagné le troisième prix. L’année suivante il a gagné le deuxième prix et a été invité par le conseil des écoles de Budapest qui l’a encouragé à poursuivre des études d’histoire à l’université.  Berend va suivre son professeur d’histoire Pach qui va enseigner à l’université d’économie où Pach détient la chaise du département d’histoire économique.  Il qualifie sa période universitaire comme ayant eu lieu entre deux exécutions et pendant la pire période historique de la Hongrie, de l’Europe centrale et de l’Europe de l’Est. Son but a toujours été de devenir un historien économique. Il faut noter que son plus grand modèle, Zsigmond Pál Pach, est un marxiste dévoué. Ainsi, Berend a suivi la méthode marxiste afin de donner une interprétation à l’histoire. Pach recrutera Berend pour qu’il contribue aux recherches relatives à l’histoire économique de la Hongrie aux XIXe et XXe siècles. C’est en faisant des recherches dans les archives que Berend a appris la profession d’historien.  C’est dans cette équipe de recherche que la collaboration entre Berend et son ami György Ránki commence à se développer.  En 1960, Berend participe au 21e Congrès international d’Histoire à Stockholm. Il s’agit là de son premier congrès international. Ce congrès le pousse à apprendre la langue anglaise, qu’il ne maîtrise pas, pour pouvoir lire et débattre dans la langue usuelle lors de tels congrès.  En 1965, il obtient une bourse du concile britannique et passe un mois en Grande-Bretagne.  En 1966, il obtient une bourse de la fondation Ford  pour étudier pendant une année académique à l’université de Colombia aux États-Unis.

## Carrière professionnelle
Berend est devenu historien, car depuis son enfance, l’histoire l’a profondément touché. Il tente d’influencer l’histoire de manière active.  Ses voyages lui ont permis d’acquérir de nouvelles opportunités professionnelles. Il a eu la possibilité de participer à de nombreuses conférences et de nombreux congrès sur l’histoire internationale et l’histoire économique.  À partir des années 1960, Berend fait son entrée dans la communauté des historiens. À partir des années 1965, Berend commence à s’intéresser à l’histoire comparative. Elle devient pour lui la base de la compréhension de l’histoire.  L’historiographie, elle, lui devient indispensable. Tout au long de sa carrière, Berend travaille en étroite collaboration avec son ami, György Ránki. Ils rédigent des articles et des recherches ensemble sur l’économie et l’industrialisation de la Hongrie, sur le colonialisme et l’impérialisme.  Berend a tenu des conférences à de nombreuses universités du monde entier. Sa carrière professionnelle à l’université d’économie de Budapest, au département de l’histoire économique, commence en 1953, en tant que professeur assistant. En 1960 il y devient professeur-associé et de 1964 à 1991, professeur. Il y sera recteur de 1973 à 1979. De 1975 à 1982, Berend est président de l’association historique hongroise. De 1985 à 1990 il est président de l’académie des sciences de Hongrie, avant de commencer une nouvelle carrière professionnelle aux États-Unis. 
En 1990, Berend accepte un poste à l’University of California à Los Angeles, où il rejoint le département d’histoire. Il commence à y enseigner l’histoire de l’Europe centrale et de l’Europe de l’Est des XIXe et XXe siècles, ainsi que l’histoire de l’économie européenne des temps modernes. En 1993, Berend devient directeur du centre d’études européennes et eurasiennes à l’University of California. 
Berend a enseigné dans deux systèmes universitaires bien différents. Il exprime une volonté de pouvoir influencer l’histoire de manière active. L’histoire lui permet de comprendre le fonctionnement du monde et l’enseignement lui permet de transmettre ce savoir et de briser certains préjugés et certaines idées reçues.  Ce ne sont pas seulement ses études qui l’ont influencé dans le choix de sa spécialisation mais énormément son expérience personnelle de la guerre et du fascisme.

## Vie de famille
Berend qualifie lui-même sa famille comme globalisée.  Il se marie en 1953 avec Rózsa, une hongroise, avec laquelle il aura deux filles, Zsuzsa, née en 1954 et Nora, née en 1966.  Berend parle d’une famille globalisée, dans le sens où sa famille est éparpillée à travers la terre entière. Il a des parents vivant en Hongrie, en République Tchèque, au Mexique, en Israël, au Canada, aux États-Unis, ainsi que dans bien d’autres pays du monde. Sa fille Zsuzsa fait ses études universitaires d’économie et de sociologie à Budapest. En 1984, elle obtient une bourse d’études et se rend pour trois mois à New York, d’où elle ne souhaite plus repartir. Elle obtient son titre de professeur à l’université Columbia.  Elle se marie, en 1989, avec un américain et ils auront ensemble deux fils. La plus jeune fille de Berend, Nora, a également fait ses études universitaires en langue japonaise et histoire à Budapest. En 1990, elle obtient une bourse d’études pour Paris, où elle obtient son Master en histoire médiévale. Après avoir obtenu son Master, elle pose sa candidature de doctorat à l’université Columbia, où elle sera acceptée et y obtiendra son titre de professeur. Sa carrière professionnelle se déroule en Grande-Bretagne, où elle rencontrera son mari, un Américain, avec lequel elle aura deux filles.  En 1989, Berend se sépare de sa première femme Rózsa et rencontre sa seconde femme, Kati, d’origine slovaque et croate.  Il devient ainsi le beau-père de Dora, la fille de Kati, qui ira vivre avec eux aux États-Unis et elle se mariera à un indien et ils vivront aux États-Unis.  

## Honneurs
- 1996    Membre honoraire de l’Association portugaise des relations internationals
- 1995	 Docteur honoris causa de l'université de Pécs, Hongrie
- 1990   Docteur honoris causa de l'université de Glasgow
- 1989    Membre de la British Academy
- 1989    Membre de la Austrian Academy
- 1989    Membre de la Sudosteuropa-Gesellschaft
- 1989	  Membre de l'Academia Europaea
- 1988    Membre honoraire de l’Académie tchécoslovaque des sciences
- 1988    Membre honoraire de l’Académie bulgare des sciences
- 1986    Membre de l’Académie européenne des arts, des sciences et des lettres
- 1984    Docteur honoris causa de l'université de Saint John, New York
- 1980    Membre de la Royal Historical Society
- 1973    Membre de l’Académie hongroise des sciences

## Principales publications
- History Derailed: Central and Eastern Europe in the ‘Long’ 19th Century, Berkeley-Los Angeles; University of California Press, 2003.
- Studies on Central and Eastern Europe in the 20th Century: Regional Crises and the Case of Hungary, Aldershot, Hampshire: Ashgate. 2002.
- Evolution of the Hungarian Economy 1848-1998.  Boulder, Col.: Social Science Monographs. 2001. (With Tamás Csató)
- Decades of Crisis: Central and Eastern Europe Before World War II. Berkeley-Los Angeles: University of California Press, 1998. Paperback edition, spring 2001.
- Long-Term Structural Changes in Transforming Central and Eastern Europe, (Edited and with an introductory study), München: Südosteuropa-Gesellschaft, 1997.
- Central and Eastern Europe 1944-1993: Detour from the Periphery to the Periphery, Cambridge: Cambridge University Press, 1996. Paperback edition, 1998, Electronic edition, 1999.
- Transition to a Market Economy at the End of the 20th Century, (Edited, and with an introductory study: "End of Century Global Transition to a Market Economy: Laissez-Faire on the Peripheries?"), München: Südosteuropa-Gesellschaft, 1994. (Brazilian edition: 1998)
- Hungarian Economic Reforms 1953-1988. Cambridge: Cambridge University Press, 1990.
- The Crisis Zone of Europe. Cambridge: Cambridge University Press 1986. (Japanese edition: 1990)
- Európa gazdasága a 19. században, 1780-1914. (An Economic History of Europe 1780-1914), Budapest: Gondolat Kiadó, 1987.
- The Hungarian Economy in the Twentieth Century. Beckenham: Croom Helm, 1985.
- Gazdasági útkeresés 1956-1965. (Economic reorientation in Hungary, 1956-65) Budapest: Magvetö Könyvkiadó, 1983.
- The European Periphery and Industrialization 1780-1914. Cambridge: Cambridge University Press 1982. (Japanese edition: 1992, Croatian edition: 1996).
- Underdevelopment and Economic Growth. Budapest: Akademiai Kiado, 1979.
- Hungary - a Century of Economic Development. Newton Abbot: David and Charles, Barnes and Noble, 1974 (Italian edition: 1976).
- Economic Development of East-Central Europe in the 19th and 20th Centuries. New York: Columbia University Press, 1974 (Italian edition: 1978, Japanese edition: 1980).

## Ressources
- Iván T. Berend, History in my life: A Memoir of Three Eras,Budapest, New York, 2009.
- CURRICULUM VITAE de Ivan T. Berend http://www.sscnet.ucla.edu/history/berend/CURRICUL.html (dernière consultation le 01.06.2012)
- SZAMUELY, L., INTENTIONS AND CONSTRAINTS. Reflections on reading Iván T. Berend's study. In: Acta Oeconomica, Vol. 40, No. 1/2 (1989).
- Volgyes,Ivan, Modernization, Stratification and Elite Development in Hungary, in Social Forces, Vol. 57, No. 2, Special Issue (Dec., 1978).
- Gerner, Kristian, A Hungarian Cosmopolite's Tale: the Autobiography of Ivan Berend, in http://www.h-net.org/reviews/showrev.php?id=29459. (consulté le 1er juin 2012)